# Наута, Лоди
Лоди Наута (L.W. (Lodi) Nauta; род. 1966, Гронинген, Нидерланды) — нидерландский историк философии, специалист по средневековью, эпохам Возрождения и Просвещения. Член Нидерландской королевской академии наук (2011), доктор философии, профессор Гронингенского университета и с 2013 года декан его философского факультета, перед чем заведующий кафедрой.
Лауреат премии Спинозы (2016), первый её удостоившийся философ.

Представления о свободной воле, Боге, добре и зле, знании, языке и мысли не возникают в вакууме. Мы стоим на плечах гигантов. Я стремлюсь показать богатство и актуальность нашего интеллектуального наследия.
Оригинальный текст (англ.)Notions about free will, God, good and evil, knowledge, language and thought do not arise in a vacuum. We are standing on the shoulders of giants. Showing both the wealth and relevance of our intellectual heritage is at the heart of my teaching.

## Биография
Изучал биологию, философию и медиевистику в Гронингене и в Великобритании в Йорке — в 1990/1991 гг. в Йоркском университете.
В 1996 году по именной исследовательской стипендии в Warburg Institute.
В 1999 году в Гронингенском университете получил степень доктора философии по истории философии cum laude. На следующий год за свою докторскую диссертацию и другие публикации был отмечен Keetje Hodshon Prize от Royal Holland Society of Sciences and Humanities. Являлся фелло Young Academy при Королевской академии наук и искусств Нидерландов (2005—2010), а в 2011 году стал фелло последней. Получатель Vidi- (2001—2006) и Vici- (2008) грантов от Организации научных исследований Нидерландов (NWO).
В 2008 году приглашённый профессор гарвардского Villa I Tatti в Италии.
Один из редакторов популярного нидерландского учебника Kernthema’s van de Filosofie (Key Themes of Philosophy).
Являлся президентом жюри Eureka Prize for Science Communication.
Член Royal Holland Society of Sciences and Humanities (2017).
Его называют внесшим существенный вклад в изучение Возрождения XII века.
В 2006—2013 годах генеральный редактор Vivarium. An International Journal for the Philosophy and Intellectual Life of the Middle Ages and Renaissance.
В 2006—2009 и 2012—2015 гг. член редакционно-консультативного совета Renaissance Quarterly.
Рыцарь ордена Нидерландского льва (2017).
Автор многих работ, в том числе книг, удостоенного наград труда — посвящённого Лоренцо Валле — In Defense of Common Sense (Harvard UP, 2009), — в частности отмеченного книжной премией Journal of the History of Philosophy (2010).